# SN 2000bi
SN 2000bi – supernowa odkryta 22 marca 2000 roku w galaktyce A072133+5545. W momencie odkrycia miała maksymalną jasność 18,40m.